# Allée couverte des Gros Murs
L'allée couverte des Gros Murs est une allée couverte située aux Mureaux dans le département des Yvelines.

## Historique
Elle est découverte en 1888 par M. Brault en creusant un trou pour planter un arbre dans son jardin au 19 rue des Murets aux Mureaux. Le site est fouillé en 1889 par René Verneau du Muséum national d'histoire naturelle. En 1895, l'édifice est consolidé avec des piliers en béton pour soutenir certaines tables de couvertures. Le propriétaire du terrain en fait don à l'État vers 1920. L'édifice est classé monument historique depuis 1928.

## Description
L'allée a été édifiée à 25,50 m d'altitude sur un point haut d'une plaine alluviale. Toutes les pierres utilisées pour sa construction ont du être apportées sur place, probablement depuis un escarpement situé à environ 4 km. L'allée est alignée selon un axe nord-ouest/sud-est, l'entrée ouvrant au sud-est.
La chambre mesure 9,72 m de longueur pour une largeur comprise entre 2,10 m et 1,70 m. La hauteur passe de 1,60 m au chevet à 1,55 m près de l'entrée. Elle est délimitée par quinze orthostates en grès et une dalle de chevet en poudingue. L'ensemble est recouvert de cinq tables de couverture en grès ou en pierre meulière. Le sol est pavé de plaquettes en calcaire d'environ 0,30 m de largeur pour une épaisseur comprise entre 8 cm et 10 cm.
L'entrée et l'antichambre ayant été endommagées par la construction d'une voie routière à l'époque romaine, leur architecture est imprécise. Deux thèses ont été avancées. Selon la première (Hamy et Roussel en 1890, Perrier du Carne en 1892, Paul de Mortillet en 1903), l'entrée aurait été constituée d'un trilithe, identique à celui de la Pierre Turquaise. Selon la seconde (Paul de Mortillet en 1911 et son frère Adrien de Mortillet en 1920), l'entrée était composée de deux dalles superposées percées d'une ouverture circulaire dans leurs bords adjacents. Adrien de Mortillet suppose l'existence d'une antichambre délimitée par deux dalles de 0,90 m de largeur séparées d'environ 1,50 m. Le petit escalier de trois marches situé à l'extrémité de l'antichambre, bien que mentionné depuis 1891, n'est probablement pas d'origine.
Une dalle côté nord-est, à droite de l'entrée, comporte une curieuse formation naturelle constituée d'un rognon en grès de forme ovale au centre duquel est encastré un galet en forme de cœur (ou de sein). Il n'est pas exclu que cette curiosité naturelle ait été délibérément réutilisée par les constructeurs afin de représenter la déesse mère.
L'édifice était complètement enterré. Il fut découvert à environ 0,70 m de profondeur et ne fut pas violé alors que tous les alentours ont fait l'objet d'une active occupation dès l'époque romaine poursuivie à l'époque mérovingienne. L'existence à l'origine d'un tumulus le recouvrant n'est pas démontrée.

## Vestiges archéologiques
Selon le Dr Verneau, la chambre sépulcrale était totalement remplie de squelettes superposés en couches irrégulières parfois séparées par une couche de dallage, le tout mélangé de terre infiltrée, sans ordre apparent. Au minimum, une soixantaine d'inhumations y aurait été effectuées. De l'étude des os longs, Manouvrier a estimé la taille moyenne des hommes à 1,638 m et celle des femmes à 1,543 m. Plusieurs fragments de crânes comportaient des traces de trépanation, certaines cicatrisées.
Le mobilier funéraire retrouvé, conservé au Musée de l'Homme, correspond à :
- des outils en silex : 7 haches polies, 2 lames type Grand Pressigny, 3 flèches tranchantes, 2 racloirs et une grande quantité d'éclats divers;
- des éléments de parure : pendentif arciforme en schiste, coquillages et cailloux perforés;
- outils en os : 12 poinçons, outil taillé dans un andouiller de cerf;
- céramiques : 3 vases entiers de type pot-de-fleurs, tessons de vases campaniforme, tessons décoré (cannelé, cordon).

Un poignard en cuivre a également été retrouvé dans la tombe mais les conditions de sa découverte sont imprécises, il pourrait s'agir d'un ajout postérieur au mobilier primitif.